# Barre Phillips
Barre Phillips (San Francisco, 27 oktober 1934 – Las Cruces (New Mexico), 28 december 2024) was een Amerikaanse jazzcontrabassist van de Creative Jazz en de nieuwe improvisatiemuziek.

## Biografie
Phillips kwam na een studie romanistiek aan de Berkeley University in 1962 naar New York, waar hij onderricht kreeg op de contrabas bij Frederick Zimmermann. In 1963 trad hij op in een third stream-project van Gunther Schuller met Eric Dolphy in de Carnegie Hall en nam bovendien als solist onder leiding van Leonard Bernstein een concert op van Larry Austin met The New York Philharmonic Orchestra. Sinds 1964 was hij lid van Jimmy Giuffre's trio. Met het sextet van George Russell kwam hij voor de eerste keer in Europa. Tussen 1965 en 1967 werkte hij ook met de gitarist Attila Zoller en met Archie Shepp.
In 1967 ging hij permanent naar Europa, waar hij in 1969 werkte in een orkestproject met John Lennon en Yoko Ono en met Mike Westbrook, vervolgens met Rolf Kühn, Michel Portal en Joachim Kühn, vooral echter in het stijlvormende The Trio met John Surman en Stu Martin. Tijdens de jaren 1980 leidde hij eigen bands. Zo toerde hij in 1985 als trio met Paul McCandless en Theo Jörgensmann. Verder trad hij op met het ensemble Accroche Note, Derek Bailey, Gunter Hampel en Jeanne Lee. Sinds 1986 werkte hij in projecten van de Britse bassist Barry Guy, in het bijzonder met het London Jazz Composers Orchestra (tot 1995). Tijdens de jaren 1990 ontstonden opnamen met Ornette Coleman, Franz Koglmann (O Moon My Pin-Up), Evan Parker en Paul Bley.
Zijn solistische plaat Journal Violone uit 1968 telt als eerste bas-soloalbum van de jazz (verdere soloplaten volgden, ten laatste in 1998 en 2001). In 1971 speelde hij met Dave Holland ook het eerste contrabas-duoalbum in. Te vermelden is ook zijn samenwerking met de componiste Pauline Oliveros, zijn opname met de klassieke contrabasvirtuoos Bertram Turetzky en het contrabaskwartet After You've Gone. Bovendien componeert hij ook filmmuziek voor onder andere Marcel Camus, Jacques Rivette, Robert Kramer en Frédéric Fisbach en balletmuziek voor Carolyn Carlson. Hij heeft ook vaker samengewerkt met de zangeres Claudia Phillips, zijn dochter. Phillips was in 2003 voorzitter van de International Society of Bassists.
Phillips overleed op 28 december 2024 op 90-jarige leeftijd.

## Discografie
- 1965: Attila Zoller Quartet: The Horizon Beyond
- 1965: New York Concerts: The Jimmy Giuffre 3 & 4, ed. 2014
- 1970: The Trio met John Surman en Stu Martin
- 1973: For All It Is :(Japo) met Barry Guy, Stu Martin, Palle Danielsson, J.F.Jenny-Clarke
- 1976: Mountainscapes (ECM) met John Surman, John Abercrombie, Stu Martin
- 1978: Three Day Moon (met Terje Rypdal, Dieter Feichtner en Trilok Gurtu)
- 1979: Journal Violone II (met Aina Kemanis en John Surman)
- 1984: Call Me When You Get There
- 1987: Naxos (met Jean-Marc Montera en Claudia Phillips)
- 1989: Camouflage (Victo) solo
- 1991: Aquarian Rain (met Alain Joule)
- 1992: No Pieces (met Michel Doneda en Alain Joule)
- 1996: Etchings in the Air (met Haino Keiji)
- 1997: Uzu (PSF) met Motoharu Yoshizawa
- 1998: Trignition (met Bertram Turetzky en Vinny Golia)
- 1998: Jazzd'aià (met Serge Pesce en Jean Luc Danna)
- 1999: Play 'Em as They Fall, met Emai Kazuo
- 2000: Maneri Ensemble: Going To Church (Aum Fidelity)
- 2004: After You've Gone (Victo) met Tetsu Saitoh, William Parker en Joëlle Léandre; zur Erinnerung an Peter Kowald
- 2013: No Meat Inside, met Henri Roger, François Cotinaud, Emmanuelle Somer (Facing You / IMR)
- 2016: Eric Plandé Barre Phillips The Breath of Time (Jazzwerkstatt)
- 2018: Barre Phillips / Motoharu Yoshizawa: Oh My, Those Boys! (NoBusiness Records)